# Rubus vigoratus
Rubus vigoratus är en rosväxtart som beskrevs av Liberty Hyde Bailey. Rubus vigoratus ingår i släktet rubusar, och familjen rosväxter. Inga underarter finns listade i Catalogue of Life.